# Princess Nicotine or The Smoke Fairy
Pour plus de détails, voir Fiche technique et Distribution.
Princess Nicotine or The Smoke Fairy est un film muet américain réalisé par James Stuart Blackton, sorti en 1909.

## Synopsis
Un fumeur s'endort et pendant son sommeil deux fées malicieuses s'amusent avec sa pipe. S'apercevant de cela, il les capture et les emprisonne dans une boîte à cigares ...

## Fiche technique
- Titre : Princess Nicotine or The Smoke Fairy
- Réalisation : James Stuart Blackton
- Scénario :
- Photographie : Tony Gaudio
- Producteurs :
- Société de production : Vitagraph Company of America
- Langue : film muet avec les intertitres en anglais
- Format : Noir et blanc — 35 mm — 1,33:1 — Muet
- Genre : Comédie, Fantasy
- Durée : 5 minutes
- Date de sortie : 
  - États-Unis : 10 août 1909

## Distribution
- Paul Panzer : Le fumeur
- Gladys Hulette : 	La fée des aînés